# Empecta maculipennis
Empecta maculipennis är en skalbaggsart som beskrevs av Blanchard 1851. Empecta maculipennis ingår i släktet Empecta och familjen Melolonthidae. Inga underarter finns listade i Catalogue of Life.